# Ludwig Boller

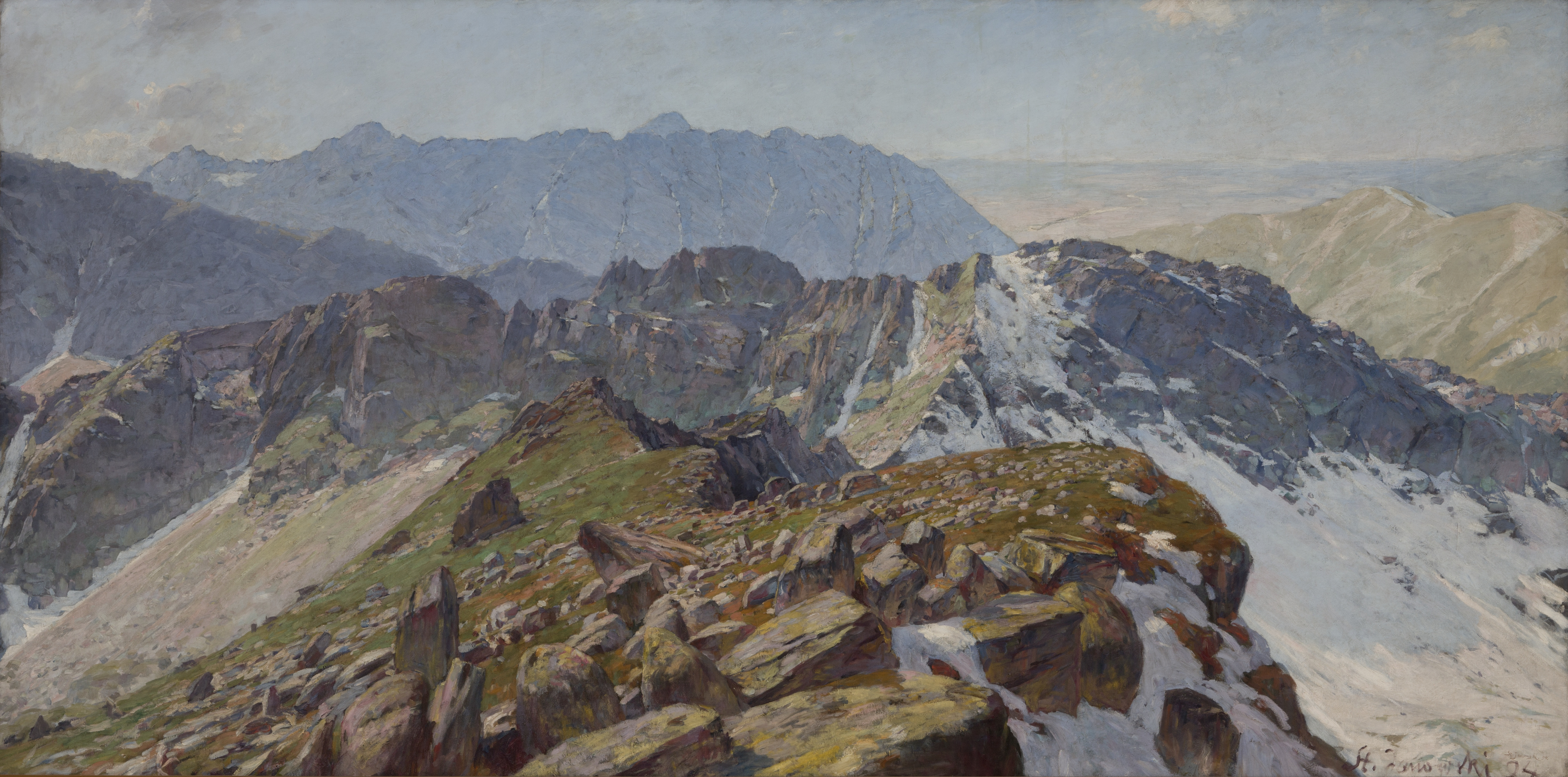
Fragment Panoramy Tatr autorstwa Ludwiga Bollera i Stanisława Janowskiego

Ludwig Boller (ur. 28 kwietnia 1862 we Frankfurcie nad Menem, zm. 18 maja 1896 w Monachium) – niemiecki malarz, specjalizował się w malowaniu pejzaży i panoram.

## Życiorys
Wykształcenie zdobył we Frankfurcie nad Menem, tam też rozpoczął swoją pracę artystyczną, a od 1886 mieszkał i tworzył w Monachium malując pejzaże z Górnej Bawarii. W latach 1893–1894 wspólnie z Tadeuszem Popielem namalował pejzaż do Panoramy Racławickiej, który Wojciech Kossak ocenił jako „świetny”. W 1896 obok Stanisława Janowskiego był kierownikiem artystycznym wielkiego projektu, jakim była Panorama Tatr. Zmarł w swoim monachijskim atelier na skutek odniesionych obrażeń po upadku z rusztowania w czasie pracy nad panoramą. 

Kossak miał bardzo dobre zdanie o warsztacie Ludwiga Bollera, o czym świadczą słowa, które zawierał w swoich listach z 1895 i 1899 wysyłanych do swojej żony Marii Anny Kisielnickiej-Kossak: 

A ja się cieszę z Bollera bo się znowu masę nauczę i wiem z góry, że pejzaż będzie pyszny [...]. Co do studiów górskich, gdyby Boller żył, tobym go brał, ale ci inni to rychtyczek tyle potrafią co i ja, i nie biorę stanowczo nikogo.